# Небылицкий, Антон Никитович
Антон Никитич Небылицкий (родился 11 октября 1989 года в Москве) — российский автогонщик, сын автогонщика и радиоведущего Никиты Небылицкого.

## Биография
Начал карьеру в гонках с картинга, где стал чемпионом в 2000-м и 2002-м годах и вице-чемпионом в 2001 году. Дебют в «формулах» состоялся в 2004-м году в рамках чемпионата «Формула-Русь». В 2005-м году принял участие в итальянском чемпионате «Формула-Форд». В 2006-м дебютировал в «Североевропейском кубке Формулы-Рено 2.0». Гоняясь за команду «SL Formula Racing» завершил сезон тринадцатым. Также принял участие в шести гонках «Еврокубка Формулы-Рено 2.0».
Продолжил участие в Еврокубке в 2008, выступая за команду «SG Drivers' Project». Его лучшим результатом стало седьмое место на заключительном этапе в Барселоне; завершил сезон на двенадцатом месте. Полностью провёл сезон западноевропейского кубка Формулы-Рено, стал седьмым по итогам сезона, заработал свой первый подиум в европейских сериях на этапе в Дижоне.
В ноябре 2008 принял участие в тестах Мировой серии Рено на трассах Поль Рикар и Валенсия за команды «Tech 1 Racing», «Comtec Racing» и «Pons Racing». В итоге контракт на выступление в сезоне 2009 был подписан с «Comtec». На этапе в Монако возвратился в команду «SG Formula», после того как она впервые появилась в серии при поддержке основного спонсора россиянина в европейских сериях — туристической компании «KMP Group».
В 2010-м году заработал свой первый подиум в Мировой серии Рено, а также стабильно приезжая в топ 10 практически на всех этапах вывел команду KMP racing на 8-е место.
В 2015 году выступал в гоночной серии european GT Open на автомобиле Lamborghini Gallardo GT3 FLII Modell 2014 в качестве основного пилота команды AERT, заняв 7-е место в общем зачете.
В 2013 году открыл свою собственную гоночную школу, специализирующуюся на комплексной подготовке пилотов к мировым гоночным сериям.

## Результаты выступлений

### Гоночная карьера
| Сезон | Серия                                     | Команда                            | Гонки | Победы | Поулы | БК | Подиумы | Очки | Место |
| ----- | ----------------------------------------- | ---------------------------------- | ----- | ------ | ----- | -- | ------- | ---- | ----- |
| 2005  | Формула Форд                              |                                    | 12    | 6      | 4     | 5  | 9       | 139  | 1     |
| 2007  | Еврокубок Формулы-Рено 2.0                | SG Formula Racing                  | 3     | 0      | 0     | 0  | 0       | 0    | НКЛ   |
| 2007  | Североевропейский кубок Формулы-Рено 2.0  | SL Formula Racing                  | 3     | 0      | 0     | 0  | 0       | 0    | НКЛ   |
| 2008  | Западноевропейский кубок Формулы-Рено 2.0 | SG Formula                         | 15    | 0      | 0     | 0  | 1       | 41   | 7     |
| 2008  | Еврокубок Формулы-Рено 2.0                | SG Drivers' Project                | 14    | 0      | 0     | 0  | 0       | 7    | 20    |
| 2009  | Мировая серия Рено                        | Comtec Racing KMP Group/SG Formula | 13    | 0      | 0     | 0  | 0       | 0    | 28    |
| 2010  | Мировая серия Рено                        | Comtec Racing KMP Group/SG Formula | 18    | 0      | 0     | 0  | 1       | 31   | 14    |